# Ajmal Faisal
Ajmal Faisal (* 14. August 1990 in Kabul) ist ein afghanischer Amateurboxer und Olympiateilnehmer von 2012 im Fliegengewicht.
Der mehrfache afghanische Meister nahm an den Weltmeisterschaften 2011 in Baku und der asiatischen Olympiaqualifikation 2012 in Astana teil. Im Juli 2012 folgte seine Teilnahme im Alter von 21 Jahren bei den Olympischen Sommerspielen in London, wo er im ersten Kampf gegen Nordine Oubaali aus Frankreich (9:22) ausschied.